# Lenka (okres Rimavská Sobota)
Lenka (maďarsky Sajólenke) je obec na Slovensku, v okrese Rimavská Sobota v Banskobystrickém kraji.
Žije zde 200 obyvatel. V roce 2001 se 64 % obyvatel hlásilo k maďarské národnosti..